# Boduognat
Boduognat (en llatí Boduognātus) va ser el cabdill del poble celta dels nervis durant la guerra contra Juli Cèsar l'any 57 aC, sent rebutjats amb dificultat per Cèsar a la batalla del Sabis on l'enemic va ser derrotat i massacrat.